# YaST
YaST – Yet another Setup Tool (englisch für „noch ein weiteres Einrichtungswerkzeug“) ist ein betriebssystemweites Installations- und Konfigurationswerkzeug, das in allen Versionen von SUSE Linux (openSUSE, SLES, SLED) zum Einsatz kommt. „SLE“ steht für „SUSE Linux Enterprise“ und bezeichnet alle „Enterprise Grade“ Linux-Versionen von SUSE, also alle Versionen, bei denen Wartung und Support käuflich erworben werden können. openSUSE ist die Community Version, bei der es ausschließlich Support über Foren und Community gibt. openSUSE ist auch das Testfeld für die Entwicklung. Die jeweils aktuelle stabile Version entspricht dem Stand der Entwicklung bei SLE.

## Funktionsumfang
YaST versteht sich als zentrales Werkzeug zur Installation, Konfiguration und Administration einer Linux-Distribution.
Dabei besteht YaST aus zwei Teilen:
- dem Installations-Assistenten, welcher einmalig den Benutzer schrittweise durch die Installation des Systems führt und YaST Installations-Assistent bei der openSUSE 11.1 Installation

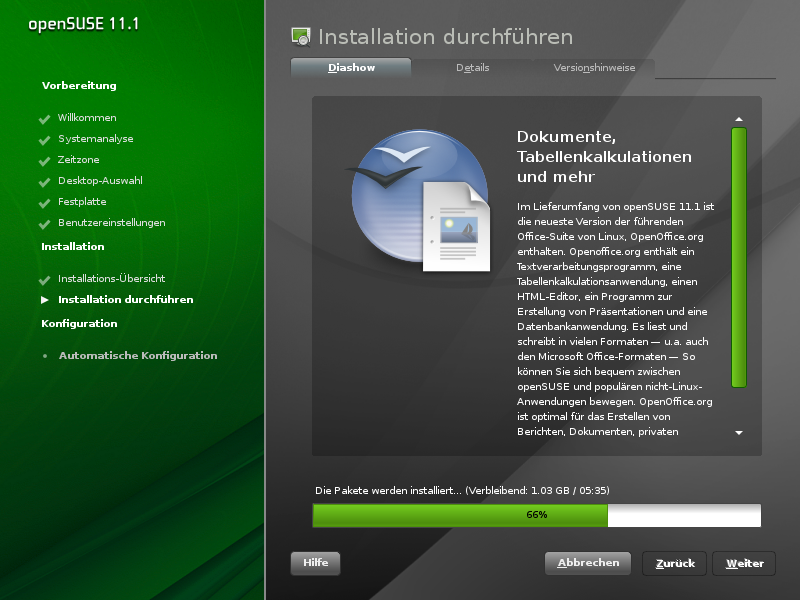
YaST Installations-Assistent bei der openSUSE 11.1 Installation

- dem YaST-Kontrollzentrum, welches im fertig installierten System dauerhaft bereitgestellt wird und der Konfiguration und Administration des Systems dient YaST-Kontrollzentrum (Qt-basiert)

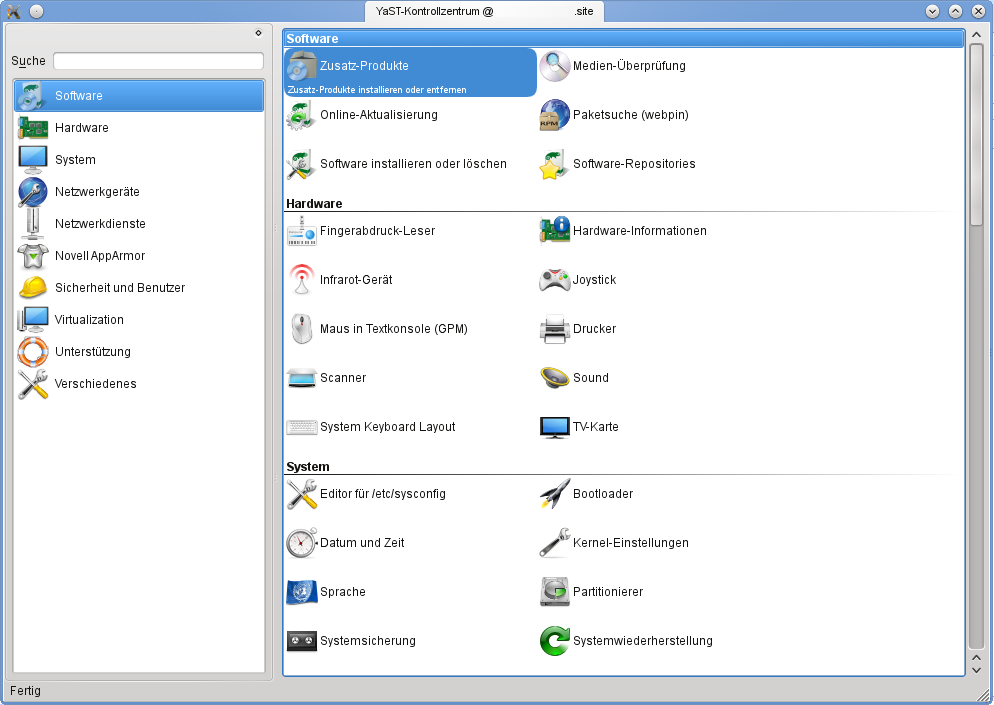
YaST-Kontrollzentrum (Qt-basiert)

Das YaST-Kontrollzentrum ist modular aufgebaut. Nach einer Standardinstallation von openSUSE (Stand openSUSE 11.1) sind bereits eine Vielzahl von grundlegenden Modulen in das Kontrollzentrum eingebunden. Diese sind:
| Anordnung | Kategorie               | YaST-Module |
| --------- | ----------------------- | --- |
| 1         | Software                | Einrichtung der Online-Aktualisierung, Medien-Überprüfung, Software installieren und löschen (= grafischer Paketverwalter und damit Aufsatz für das Paketmanagementsystem libzypp), Software-Repositories, Zusatz-Produkte |
| 2         | Hardware                | Drucker, Grafikkarte und Monitor, Joystick, Mausmodell, Scanner, Sound, TV-Karte, Tastaturbelegung |
| 3         | System                  | Bootloader, Datum und Uhrzeit, Partitionierer, Sprache |
| 4         | Netzwerkgeräte          | DSL, ISDN, Modem, Netzwerkeinstellungen |
| 5         | Netzwerkdienste         | Administrieren entfernter Rechner (VNC), LDAP-Browser, LDAP-Client, NFS-Client, NTP-Einrichtung, Proxy, Rechnernamen, SSHD-Einrichtung                                                                                     |
| 6         | Novell AppArmor         | AppArmor-Berichte, AppArmor-Kontrollfeld, Assistent zum Aktualisieren von Profilen, Assistent zum Hinzufügen von Profilen, Profil bearbeiten, Profil löschen, Profil manuell hinzufügen                                    |
| 7         | Sicherheit und Benutzer | Benutzer- und Gruppenverwaltung, Firewall, Lokale Sicherheit, Sudo |
| 8         | Unterstützung           | Hinweise zur Version, Support-Registrierung |
| 9         | Verschiedenes           | Hersteller-Treiber-CD |

Darüber hinaus kann der Benutzer aus einer Vielzahl von weiteren existierenden YaST-Modulen auswählen, und diese in das YaST-Kontrollzentrum einbinden, abhängig davon, welche Dienste er installiert hat und mit YaST verwalten möchte. Beispiele hierfür sind z. B. DHCP-Server, Samba-Server, Mail Server etc.

## Benutzerschnittstellen
Das YaST-Kontrollzentrum besitzt vier verschiedene Benutzerschnittstellen:
- Für die Kommandozeile existiert eine auf ncurses basierende Zeichenorientierte Benutzerschnittstelle (YaST)
- Für Systeme mit installierter Desktop-Oberfläche stehen sowohl eine Qt- als auch ab openSUSE 10.1 eine GTK-basierte grafische Oberfläche (YaST2) zur Auswahl
- Über WebYaST wird eine browserbasierte Anbindung ermöglicht

Das ncurses-basierte YaST und die grafischen Desktop-Interfaces YaST2 weisen den identischen Funktionsumfang auf. Damit eignet sich die ncurses-Version insbesondere für Server-Administratoren, die Server bequem mit YaST auf der Kommandozeile verwalten wollen, ohne jedoch für YaST2 extra einen grafischen Desktop installieren zu müssen.

## Geschichte

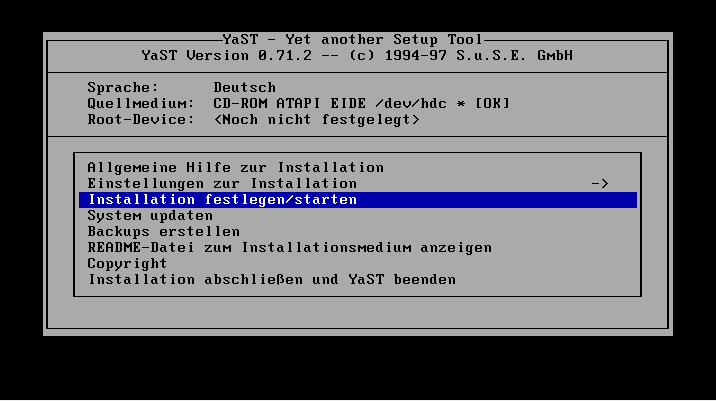
YaST 0.71 unter S.u.S.E. Linux 5.0 / Linux Decathlon

YaST wurde ursprünglich entwickelt, um eine deutsch lokalisierte Installation der zu Beginn noch Slackware-basierten SUSE Linux-Distribution zu ermöglichen. Im April 1995 wurde die erste Version veröffentlicht. Spätestens ab S.u.S.E. Linux 4.2 (1996) übernahm jedoch YaST über die eigentliche Installation deutlich hinausgehende Aufgaben, wie Konfiguration von Netzwerk, Systemdiensten und Hardware. Ab der modul-basierten Installation von S.u.S.E. Linux (ab Version 5) spielte YaST eng mit dem Tool linuxrc zusammen.
YaST war auch in United Linux enthalten.
Ältere YaST-Versionen waren in C/C++ mit der Textoberflächen-Bibliothek curses geschrieben. Die ursprünglichen Autoren von YaST waren Thomas Fehr (einer der vier S.u.S.E.-Gründer) und Michael Andres.

## Lizenz
Obwohl die bisherige YaST-Lizenz Veränderungen gestattete und somit den Anschein einer freien Lizenz erweckte, erlaubte sie die Weiterverbreitung nur in wenigen Sonderfällen, d. h. nur ohne Entgelt, nur über FTP-Server oder Mailboxen und nur zusammen mit SuSE Linux. YaST wurde daher üblicherweise nicht als freie Software angesehen und war in keiner anderen Linux-Distribution anzutreffen.
Novell, der damalige Besitzer der SUSE Linux Products GmbH, hatte neue YaST-Versionen unter den Bestimmungen der GPL veröffentlicht, was YaST zu Freier Software macht.

## Trivia
Die Versionsnummern von YaST hatten vor der Version 1.0 immer Primzahlen hinter dem Komma, so beispielsweise 0.43, 0.47 o. Ä.